# Forskningsprofessor
Forskningsprofessor är en titel för en forskare med professorskompetens som fokuserar på att utföra forskning, och som gör lite eller ingen undervisning eller handledning. Titeln är likvärdigt med ordinarie professor. Titeln forskningsprofessor existerar i Sverige, Finland, Norge, Danmark och många andra länder. Den vetenskapliga kompetensen ska vara mycket god och ligga bland de främsta inom området i ett internationellt perspektiv, i nivå med professor. Vissa svenska lärosäten delar in specialisttjänster inom forskningen med olika karriärsteg. Nivån senior forskare motsvarar då docent, medan forskningsprofessor är en nivå högre och med ännu högre ställda meriteringskrav.